# 北小谷村
北小谷村（きたおたりむら）は長野県北安曇郡にあった村。現在の小谷村大字北小谷にあたる。

## 地理
- 山：風吹岳、横前倉山、岩菅山、箙岳、鎌倉山、雨飾山、大渚山、沓形山、跡杉山、真那板山
- 河川：姫川
- 湖沼：風吹大池

## 歴史
- 1875年（明治8年）2月14日 - 筑摩県安曇郡大網村・深原村および来馬村・石坂村・中谷村・土谷村の各一部が合併して北小谷村となる。
- 1876年（明治9年）8月21日 - 長野県の所属となる。
- 1879年（明治12年）1月4日 - 郡区町村編制法の施行により、北安曇郡の所属となる。
- 1889年（明治22年）4月1日 - 町村制の施行により、北小谷村が単独で自治体を形成。
- 1958年（昭和33年）4月1日 - 南小谷村・中土村と合併して小谷村が発足。同日北小谷村廃止。

## 交通

### 鉄道路線
- 日本国有鉄道
  - 大糸線
    - 北小谷駅

### 道路
- 国道148号